# Лепкий Онуфрій Федорович

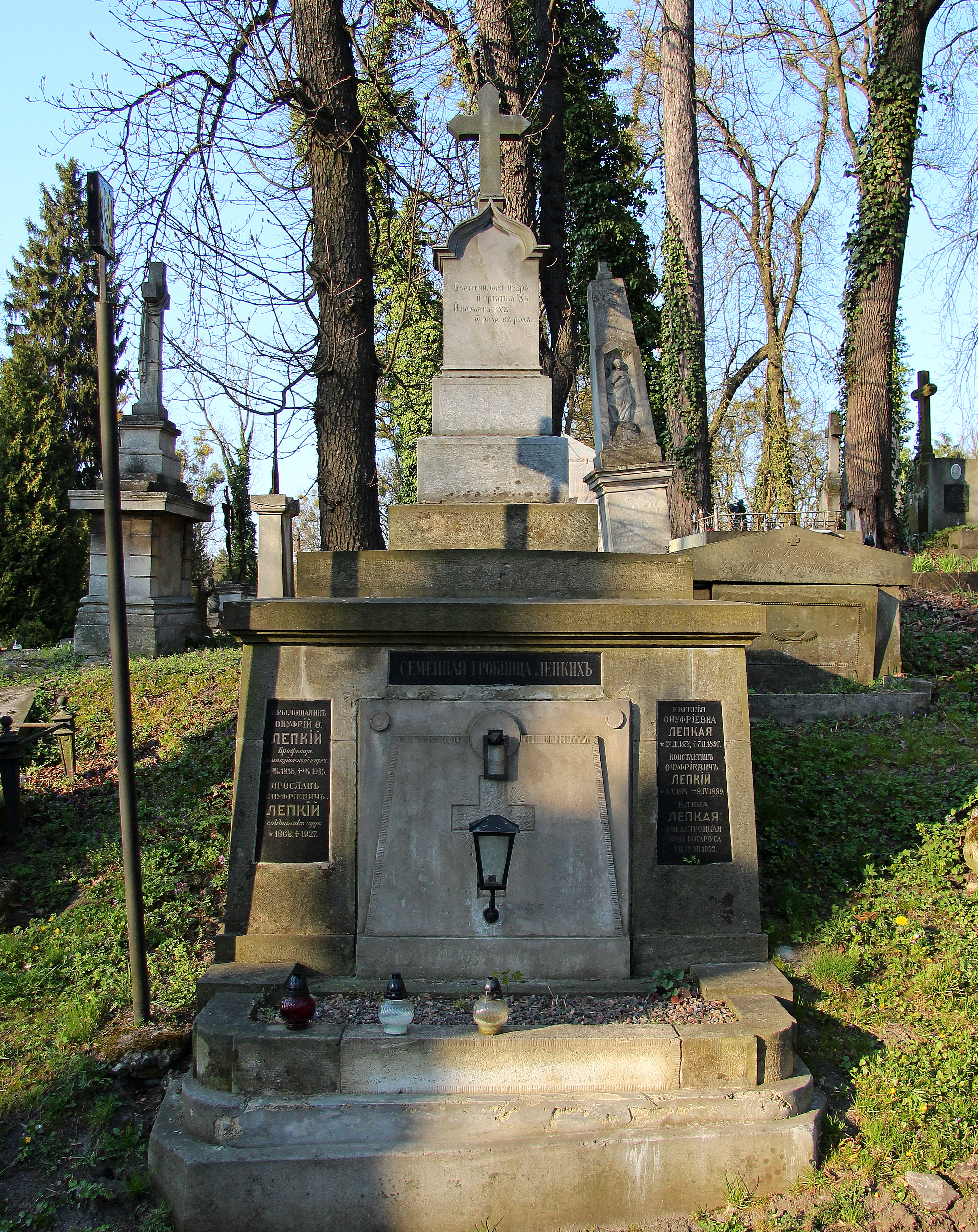

Ону́фрій Теодорович (Фе́дорович) Ле́пкий (16 червня 1838, Літиня, нині Дрогобицького району Львівської області — 12 листопада 1905, Львів; псевдоніми і криптоніми — Из-над Дуная, О. Л-й) — український філолог, публіцист, мовознавець, літературознавець, релігійний діяч, письменник, член-кореспондент Академії знань у Кракові, професор української академічної гімназії у Львові. Брат Сильвестра Лепкого.

## Життєпис
Закінчив чотирикласну Дрогобицьку нормальну школу отців василіян. Навчався у Львівському і Віденському університетах.
Від 1864 року вчителював у гімназіях (цісарсько-королівська, Станиславів, Бережанська, також у Львові). Водночас був греко-католицьким священиком. У своїх працях дотримувався «москвофільських» поглядів.

## Доробок
У працях досліджував давньоукраїнські писемність та літературу, писав статті щодо питань граматики і правопису української мови.
Редактор «Временника Ставропигийских институций с месяцесловом» (1874—1886), г. «Мир» (1885—1887).
Уклав і видав
- «Молитвослов з доданням пояснень менш зрозумілих церковнослов'янських слів» (1872),
- «Евхолоґіон, або Требник» (1873).
- Ѻсмогласникъ, єллински же Ѻктоихъ или Параклитїки, творенїє Преподобнагѡ Ѻтца нашегѡ Іѡанна Дамаскина й иныхъ бгоговѣйныхъ Ѻтецъ (1895).

Доопрацював і видав у 1876 році з Гнатом Онишкевичем «Граматику руського язика» Михайла Осадци.
Похований у родинній гробниці на 19 полі Личаківського цвинтаря.